# José Luis Garcés
José Luis Garcés Rivera (La Chorrera, 9 de maio de 1981) é um futebolista panamenho que atua como atacante. Atualmente, joga pelo San Francisco.

## Títulos
Nacional
- Campeonato Uruguaio: 2005–06

CSKA Sófia
- Campeonato Búlgaro: 2007–08